# Bomberman Land 2
Bomberman Land 2 (ボンバーマンランド2 ゲーム史上最大のテーマパーク?, Bonbāman Rando Tsū Gēmu Shijō Saidai no Tēma Pāku, lett. "Bomberman Land 2: Il più grande parco a tema della storia del gioco") è un videogioco party sviluppato da Racjin e pubblicato da Hudson Soft per PlayStation 2 e GameCube rispettivamente il 17 ed il 31 luglio 2003 esclusivamente in Giappone come parte della serie Bomberman e sequel di Bomberman Land. La versione uscita per la console Nintendo permetteva di usufruire di una funzione speciale, collegando un Game Boy Advance al GameCube, si potevano scaricare dieci minigiochi all'interno della portatile, i quali sarebbero rimasti disponibili fino a quando non si sarebbe spento l'hardware.

## Trama
Un giorno, Bomberman viene invitato nel nuovo parco divertimenti a tema, Bomberman Land, dal gestore. L'obiettivo del giocatore, similmente al capitolo precedente, è quello di collezionare tutti i pezzi delle 125 BOMPAD che si potranno ottenere nel corso delle varie avventure all'interno del parco, le quali saranno tutte dei minigiochi.

## Modalità di gioco
Oltre ai minigiochi presenti nella storia principale, ne sono presenti altri: 
- Survival Bomberman, ovvero un action RPG[1].
- Bomberman Kart, una versione ridotta dell'omonimo simulatore di guida.
- Bomberman Battle, la versione multigiocatore con lo stile classico della serie presente in quasi tutti i capitoli a cui si vanno ad aggiungere altre due varianti, la battaglia a stelle e quella a punti[1].
- SameGame, un SameGame a tema Bomberman.
- Panic Bomber, una variante di Bomberman: Panic Bomber fino a quattro giocatori che si potranno confrontare l'uno contro l'altro allo stesso tempo (tramite un multitap per la versione PlayStation 2).